# Michail Marov
Michail Iakovlevich Marov (em russo:  Михаил Яковлевич Маров; Moscou, 28 de julho de 1933 –
Moscou, 30 de novembro de 2023) foi um astrônomo russo.

## Prêmios e horarias
- Prêmio Lenin (1970)[1]
- Prêmio Estatal da URSS (1980)[1]
- Prêmio Demidov (2015)[3]
- Ordem de Honra (2015)
- Medalha de Ouro Keldysh (2016)

## Morte
Marov morreu no dia 30 de novembro de 2023, aos 90 anos.